# كريستوفر كاتونغو
كريستوفر كاتونجو Chris Katongo (بالإنجليزية: Christopher Katongo)‏، من مواليد 31 أغسطس 1982 في موفوليرا في زامبيا، لاعب كرة قدم زامبي.
بدأ مسيرته الكروية مع نادي باتوندو وسترن تايجرز، ولعب معهم حتى عام 1999، وفي عام 1999 انتقل إلى نادي كالالاشي مودرن ستارز، ولعب معهم حتى عام 2001، وشارك معهم في 75 مباراة وسجل 20 هدف، وفي عام 2001 انتقل إلى نادي جرين بافالوز، ولعب معهم حتى عام 2004، وشارك معهم في 109 مباراة وسجل 35 هدف، وفي عام 2004 انتقل إلى نادي جومو كوزموس الجنوب أفريقي، ولعب معهم حتى عام 2008، وشارك معهم في 64 مباراة وسجل 35 هدف، ومنذ عام 2007 وهو يلعب مع نادي بروندبي الدنماركي.
و هو يلعب مع منتخب زامبيا لكرة القدم منذ عام 2003.

## إنجازاته الشخصية
حصل على لقب أفضل لاعب في كأس الأمم الأفريقية لكرة القدم 2012 التي أقيمت في غينيا الاستوائية والجابون.

## ألقابه

### مع الأندية
كأس كوكاكولا : 2005
كأس الدانمارك : 07-2008

### معالمنتخب الزامبي
كأس الأمم الأفريقية لكرة القدم 2012

## روابط خارجية
- كريستوفر كاتونغو على موقع الاتحاد الدولي (مؤرشف)  (الإنجليزية)
- كريستوفر كاتونغو على موقع الاتحاد الأوربي (الإنجليزية)
- كريستوفر كاتونغو على موقع قاعدة بيانات كرة القدم.إي يو (الإنجليزية)
- كريستوفر كاتونغو على موقع ناشيونال فوتبول تيمز (الإنجليزية)
- كريستوفر كاتونغو على موقع Soccerway.com (الإنجليزية)
- كريستوفر كاتونغو على موقع عالم كرة القدم.نت (الإنجليزية)
- كريستوفر كاتونغو على موقع كووورة